# Love (album Angels & Airwaves)
LOVE – trzeci album studyjny rockowego zespołu Angels & Airwaves. Wydany został w lutym 2010 roku. Producentem jest wokalista zespołu, Tom DeLonge. Album za darmo pobrać można z oficjalnej strony zespołu.

## Lista utworów
1. "Et Ducit Mundum Per Luce" (2:34)
2. "The Flight of Apollo" (6:15)
3. "Young London" (5:03)
4. "Shove" (6:34)
5. "Epic Holiday" (4:38)
6. "Hallucinations" (4:39)
7. "The Moon-Atomic (...Fragments and Fictions)" (6:17)
8. "Clever Love" (4:27)
9. "Soul Survivor (...2012)" (4:04)
10. "Letters to God, Part II" (4:06)
11. "Some Origins of Fire" (5:20)

Utwory bonusowe
1. "Hallucinations" (Mark Hoppus Remix)